# Kdebase

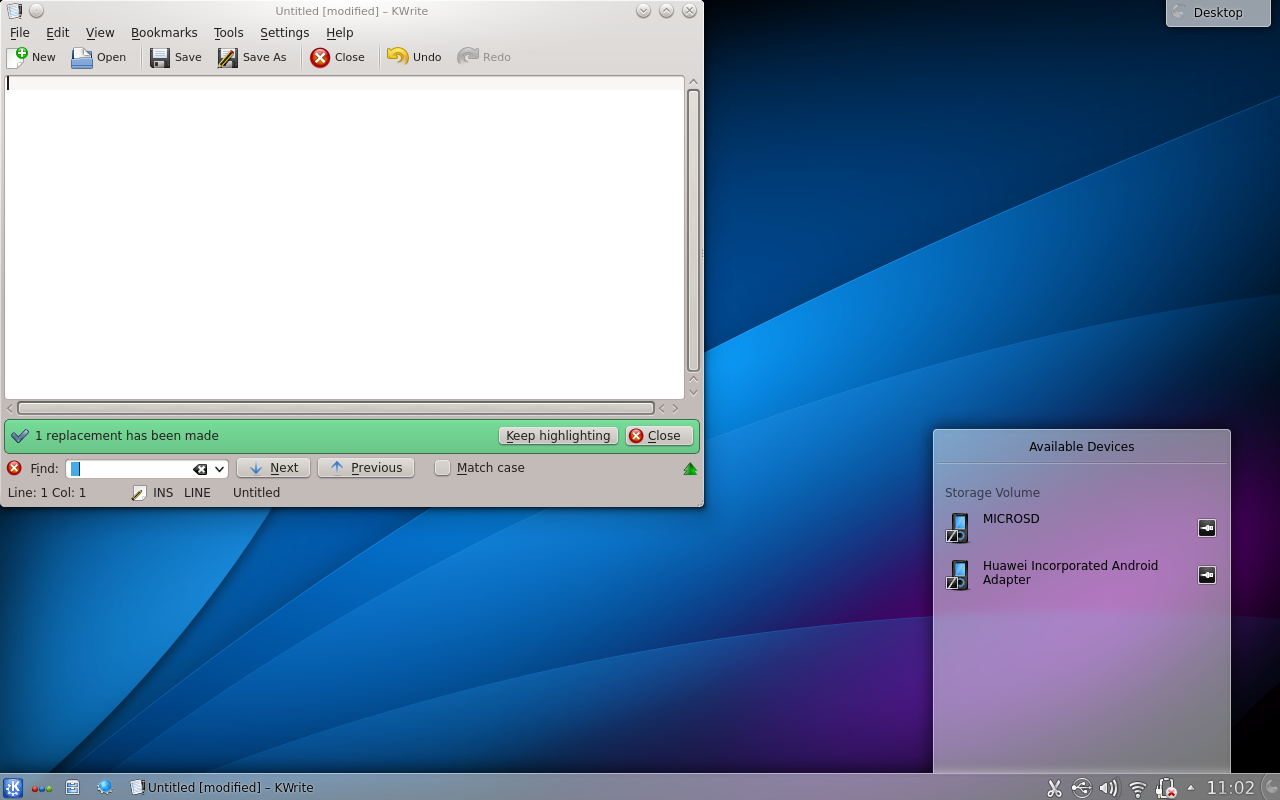
Pracovní plocha, hlavní panel a hlavní nabídka v KDE 4

kdebase (KDEBase) já základní balíček prostředí KDE (pokud nepočítáme závislosti jako kdelibs). Jedná se o pracovní plochu, hlavní panel, správce oken, správce souborů, webový prohlížeč, emulátor terminálu, textový editor a další aplikace.
Mezi nejdůležitější aplikace ve verzi KDE 4.x patří KWin, Plasma, Konqueror, Dolphin, Kate a Konsole. Ve verzi 3.x je místo Plasmy KDesktop a Kicker.